# Campeonato Africano de Atletismo de 2010 - 400 m feminino
A prova dos 400 metros feminino do Campeonato Africano de Atletismo de 2010 foi disputada entre os dias 28 e 30 de julho de 2010 em Nairóbi,  no Quênia. 

## Recordes
Antes desta competição, os recordes mundiais e do campeonato nesta prova eram os seguintes:
|                       | Nome             | Nacionalidade | Tempo  | Local       | Data                 |
| --------------------- | ---------------- | ------------- | ------ | ----------- | -------------------- |
| Recorde mundial       | Marita Koch      | Alemanha      | 47s 60 | Camberra    | 6 de outubro de 1985 |
| Recorde do campeonato | Amantle Montsho  | Botswana      | 49s 83 | Addis Ababa | 2 de maio de 2008    |
| Recorde africano      | Falilat Ogunkoya | Nigéria       | 49s 10 | Atlanta     | 29 de julho de 1996  |

## Medalhistas
| Ouro                  | Prata                  | Bronze             |
| Amantle Montsho (BOT) | Amy Mbacke Thiam (SEN) | Shade Abugan (NGR) |

## Cronograma
Todos os horários são locais (UTC+3).
| Data        | Hora  | Evento    |
| ----------- | ----- | --------- |
| 28 de julho | 15:25 | Bateria   |
| 29 de julho | 15:20 | Semifinal |
| 30 de julho | 14:30 | Final     |

## Resultados

### Bateria
Qualificação: 3 atletas de cada bateria  (Q) mais os 4 melhores qualificados (q).
| Posição | Bateria | Atleta                  | Nacionalidade      | Tempo   | Notas |
| ------- | ------- | ----------------------- | ------------------ | ------- | ----- |
| 1       | 4       | Amantle Montsho         | Botswana           | 51.66   | Q     |
| 2       | 1       | Amy Mbacke Thiam        | Senegal            | 52.98   | Q     |
| 3       | 1       | Rachael Nachula         | Zâmbia             | 53.29   | Q     |
| 4       | 2       | Ndeye Fatou Soumah      | Senegal            | 53.38   | Q     |
| 5       | 2       | Estie Wittstock         | África do Sul      | 53.59   | Q     |
| 6       | 3       | Shade Abugan            | Nigéria            | 53.64   | Q     |
| 7       | 1       | Kgalalelo Sefo          | Botswana           | 53.88   | Q     |
| 8       | 2       | Emily Nanziri           | Uganda             | 54.10   | Q     |
| 9       | 4       | Nawal El Jack           | Sudão              | 54.35   | Q     |
| 10      | 1       | Josephine Ehigie        | Nigéria            | 54.48   | q,    |
| 11      | 2       | Mantegbosh Melese       | Etiópia            | 55.08   | q     |
| 12      | 2       | Rabecca Nachula         | Zâmbia             | 55.32   | q     |
| 13      | 4       | Catherine Nandi         | Quênia             | 55.40   | Q     |
| 14      | 4       | Fatou Diabaye           | Senegal            | 55.54   | q     |
| 15      | 3       | Fayza Guma              | Sudão              | 55.56   | Q     |
| 16      | 3       | Elizabeth Amolofo       | Gana               | 55.69   | Q     |
| 17      | 1       | Grace Miroyo Kidake     | Quênia             | 55.76   |       |
| 18      | 2       | Kemei Emily Cherotich   | Quênia             | 55.80   |       |
| 19      | 3       | Oarabile Babolayi       | Botswana           | 55.86   |       |
| 20      | 3       | Agnes Aneno             | Uganda             | 56.12   |       |
| 21      | 2       | Annabelle Lascar        | Ilhas Maurícias    | 56.88   |       |
| 22      | 1       | Tjipekapora Herunga     | Namíbia            | 57.03   |       |
| 23      | 1       | Emebet Fikadu           | Etiópia            | 57.37   |       |
| 24      | 4       | Fantu Megso             | Etiópia            | 58.32   |       |
| 25      | 4       | Claudine Rosine Yemalin | Benim              | 58.74   |       |
| 26      | 4       | Elisa Cossa             | Moçambique         | 58.87   |       |
| 27      | 3       | Jeanne D'Arc Uwamahoro  | Ruanda             | 59.12   |       |
| 28      | 4       | Natacha Ngoye           | República do Congo | 1:02.01 |       |
| 29      | 1       | Antonieta Cape          | Guiné-Bissau       | 1:02.88 |       |
| 99 !    | 2       | Jenifer Chikwasa Msosa  | Malawi             | DNS     |       |
| 99 !    | 3       | Lydie Besme Haoua       | Chade              | DNS     |       |
| 99 !    | 3       | Nathalie Itok           | Camarões           | DNS     |       |

### Semifinal
Qualificação: 3 atletas de cada bateria  (Q) mais os  2 melhores qualificados (q). 
| Posição | Bateria | Atleta             | Nacionalidade | Tempo | Notas                |
| ------- | ------- | ------------------ | ------------- | ----- | -------------------- |
| 1       | 2       | Amantle Montsho    | Botswana      | 50.39 | Q                    |
| 2       | 2       | Shade Abugan       | Nigéria       | 52.28 | Q                    |
| 3       | 1       | Amy Mbacke Thiam   | Senegal       | 52.48 | Q                    |
| 4       | 1       | Ndeye Fatou Soumah | Senegal       | 52.53 | Q                    |
| 5       | 1       | Estie Wittstock    | África do Sul | 52.95 | Q                    |
| 6       | 1       | Nawal El Jack      | Sudão         | 53.57 | q                    |
| 7       | 1       | Rabecca Nachula    | Zâmbia        | 53.69 | q                    |
| 8       | 2       | Rachael Nachula    | Zâmbia        | 53.95 | Q                    |
| 9       | 1       | Josephine Ehigie   | Nigéria       | 53.77 | Recorde da temporada |
| 10      | 1       | Kgalalelo Sefo     | Botswana      | 54.04 |                      |
| 11      | 2       | Emily Nanziri      | Uganda        | 54.37 |                      |
| 12      | 2       | Elizabeth Amolofo  | Gana          | 54.43 | Recorde da temporada |
| 13      | 1       | Catherine Nandi    | Quênia        | 54.72 |                      |
| 14      | 2       | Mantegbosh Melese  | Etiópia       | 54.92 |                      |
| 15      | 2       | Fayza Guma         | Sudão         | 55.60 |                      |
| 16      | 2       | Fatou Diabaye      | Senegal       | 56.35 |                      |

### Final
| Posição           | Raia | Atleta             | Nacionalidade | Tempo | Notas                |
| ----------------- | ---- | ------------------ | ------------- | ----- | -------------------- |
| Medalha de ouro   | 6    | Amantle Montsho    | Botswana      | 50.03 | Recorde pessoal      |
| Medalha de prata  | 4    | Amy Mbacke Thiam   | Senegal       | 51.32 | Recorde da temporada |
| Medalha de bronze | 3    | Shade Abugan       | Nigéria       | 51.63 |                      |
| 4                 | 5    | Ndeye Fatou Soumah | Senegal       | 51.93 |                      |
| 5                 | 7    | Estie Wittstock    | África do Sul | 52.60 |                      |
| 6                 | 8    | Rachael Nachula    | Zâmbia        | 53.26 |                      |
| 7                 | 2    | Nawal El Jack      | Sudão         | 53.80 |                      |
| 8                 | 1    | Rabecca Nachula    | Zâmbia        | 54.12 |                      |

Legenda
| Recorde mundial       | Recorde mundial (World record)               |                       | Recorde africano                      | Recorde africano (African) |                                           | Q | Classificado por posição (Qualified) |
| Recorde do campeonato | Recorde do campeonato (Championship record)  | Recorde da América    | Recorde da América (Americas)         | q                          | Classificado por melhor tempo (Qualified) |   |                                      |
| Melhor marca do ano   | Melhor marca do ano (World leading)          | Recorde asiático      | Recorde asiático (Asian)              | DNS                        | Não largou (Did not start)                |   |                                      |
| Recorde nacional      | Recorde nacional (National record)           | Recorde europeu       | Recorde europeu (European)            | DNF                        | Não terminou (Did not finish)             |   |                                      |
| Recorde pessoal       | Recorde pessoal do atleta (Personal best)    | Recorde da Oceania    | Recorde da Oceania (Oceania)          | DSQ / DQ                   | Desclassificado (Disqualified)            |   |                                      |
| Recorde da temporada  | Recorde da temporada do atleta (Season best) | Recorde sul-americano | Recorde sul-americano (South America) | NM                         | Sem marca (No mark)                       |   |                                      |